# Герб Зальцбурга
Герб Зальцбурга землі Зальцбург, відповідно до Конституційного закону країни 1999 р. (LGBl. Немає. 25/1999) ст 8-й (1)
“Історичний герб. Він складається з коронованого розсіченого щита: праворуч у золоті здиблений чорний лев, повернутий праворуч, ліворуч у червені срібна балка”.

## Опис
Герб увінчаний князівською шапкою. Шапка складається з п’ятилопатевої горностайної манжети з пурпуровим ковпаком, на якій є три закріплені перлами дуги, із золотою кулею посередині. Шапка нагадує колишнє архієпископство Зальцбурга. З 1806 по 1909 рік, як тимчасова частина австрійської монархії (Kaiserthum Österreich), герб увінчувався герцогською шапкою.
Срібна балка у червоному полі - не походить від герба Бабенбергів і Габсбургів. Її походження незрозуміле. Герб виводиться або від Спангеймера Філіпа фон Спангейма, архієпископа Зальцбурга (1247–1257), або від Гогенштауфенів. Однак, якби герб повернувся до Філіппа фон Шпангейма, то він міг спочатку повернутися до Еппенштейнерів і, отже, до спільних коренів з Бабенбергської балки, яка за своїм походженням сягає Еппенштейнерів, як і лев до оригінального герба лева Бабенбергів, можливо пов’язаний із гербом Лева Штауфера. Брат Філіпа фон Шпангейма, герцог Ульріх III фон Картнтський, також з династії Шпангеймерів, у 1246 році, коли спадщина Бабенбергів (Австрія) стала вільною через вимирання Бабенбергів, відмовився від свого оригінального герба, чорної пантери на срібному тлі, щоб нібито претензія на спадщину Бабенберга виражалась у відповідному новому гербі. Його батько, герцог Картнтії Бернхард із Шпангейма, був сином Агнеси з Бабенбергів, дочки Генріха II Австрійського і сестри герцога Генріха І. фон Модлінг. Новий герб був розділений і показав спереду лева Бабенбергів (лінія Бабенберга Модлінг), а збоку австрійський щит, як його прийняли Бабенберги. Пізніше мейнхардинари, як нові герцоги Картнтії, прийняли цей герб своїм родинним гербом. Можливо, Філіп фон Шпангейм, який сам продовжував використовувати герб з пантерою, розмістив простого бабенберзького лева в передній половині щита герба Зальцбурга, щоб відрізнити його від герба свого брата Ульріха.

Державний прапор Зальцбурга
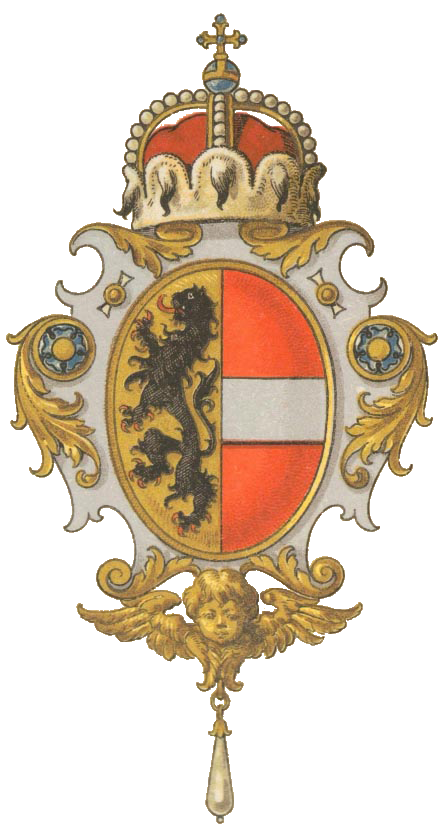
Герб коронної землі Зальцбург за часів Австро-Угорської монархії
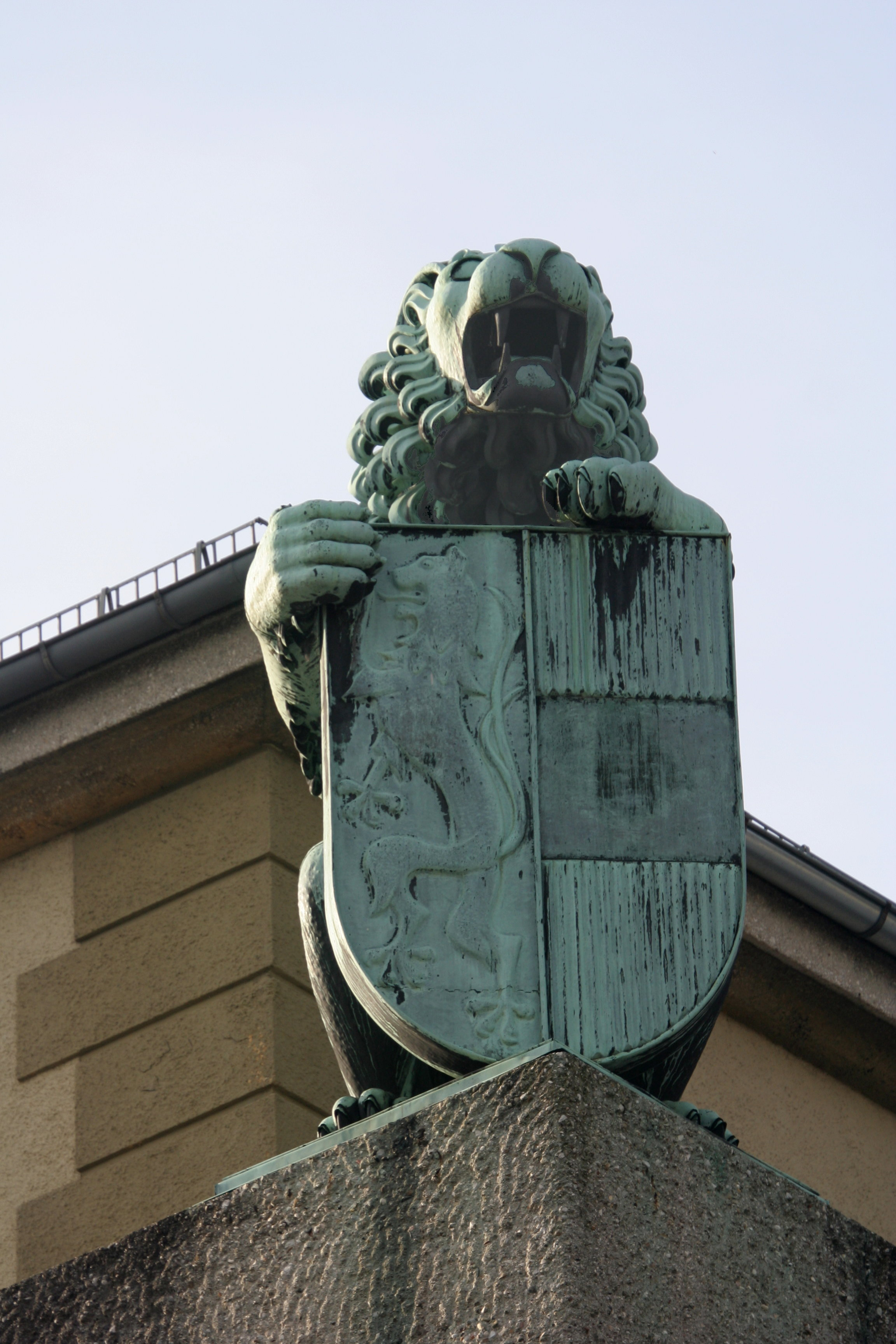
Лев з гербом Зальцбурга у залі фестивалю

## Вебпосилання
- Державна прес-служба держави Зальцбург | Герб держави Зальцбург [Архівовано 5 березня 2010 у Wayback Machine.]